# Кумаккасы
Кумаккасы́ (чув. Кăмаккасси) — деревня в Ядринском районе Чувашской Республики. Входит в состав Старотиньгешского сельского поселения.

## География
Находится в западной части Чувашии, на расстоянии приблизительно 18 км на восток-юго-восток по прямой от районного центра города Ядрин на левобережье речки Ербаш.

## История
Известна с 1795 года, когда здесь (тогда выселок села Никольское, Шуматово тож, ныне село Советское Ядринского района) было 18 дворов. В 1858 году было учтено 182 жителя, в 1897—313 жителей, в 1926 — 81 двор, 375 жителей, в 1939—393 жителя, в 1979—231. В 2002 году было 55 дворов, в 2010 — 45 домохозяйств. В 1929 году был образован колхоз «Клевер», в 2010 году действовал колхоз «Пучах».

## Население
Постоянное население составляло 125 человека (чуваши 100 %) в 2002 году, 96 в 2010.